# AGM-122 Sidearm
L'AGM-122 Sidearm era un missile antiradar statunitense.

## Sviluppo
L'AGM-122 Sidearm era stato prodotto riutilizzando missili AIM-9C che erano stati messi fuori servizio. L'AIM-9C era una variante dell'AIM-9 Sidewinder, sviluppato per l'F-8 Crusader dell'US Navy, impiegato solo per un periodo limitato di tempo. 
Un requisito dell'United States Marine Corps per fornire missili antiradar per autodifesa agli elicotteri di attacco, portò a sviluppare l'arma, sostituendo al Sidewinder la parte di ricerca all'infrarosso con un ricevitore a larga banda, in grado di dirigere il missile contro gli emettitori radar.
Il "Sidearm" (in inglese arma da fianco, pistola per autodifesa) derivava il suo nome dalla fusione di "Sidewinder" e "ARM".
Il Sidearm è stato testato la prima volta nel 1981. Nel 1984 la Motorola fu incaricata di convertire ed aggiornare l'AIM-9C allo standard AGM-122A e tra il 1986 e il 1990 ne furono prodotti circa 700.
L'AGM-122 aveva prestazioni inferiori rispetto a quelle dei missili ARM più evoluti, quali l'AGM-88 HARM, ma risultava più economico e leggero, tanto da poter essere adottato sugli elicotteri d'attacco, oltre che da caccia e bombardieri, quantomeno per difendersi dalle minacce portate dai temuti semoventi sovietici ZSU-23-4 Shilka.
Le riserve dei Sidearm sono state esaurite, sebbene non si ha conoscenza di un utilizzo bellico effettivo del sistema d'arma. Il missile non è più in servizio e le proposte di ricostruirne altri, denominati AGM-122B con testate di ricerca ammodernate, fino ad ora non sono state accettate.